# Saint-Martin-le-Redon
Pour les articles homonymes, voir Saint-Martin.
Saint-Martin-le-Redon est une commune française, située dans l'ouest du département du Lot en région Occitanie.
Elle est également dans la Bouriane, une région naturelle sablonneuse et collinaire couverte de forêt avec comme essence principale des châtaigniers.
Exposée à un climat océanique altéré, elle est drainée par la Thèze, le ruisseau la petite thèze et par divers autres petits cours d'eau.
Saint-Martin-le-Redon est une commune rurale qui compte 194 habitants en 2022, après avoir connu un pic de population de 960 habitants en 1793.  Elle fait partie de l'aire d'attraction de Fumel. Ses habitants sont appelés les Saint-Martinois ou  Saint-Martinoises.

## Géographie
La commune est située dans le Quercy dans la vallée de la Thèze, entre la vallée du Lot au sud et la Bouriane au nord. La commune est limitrophe avec le département de Lot-et-Garonne.

### Communes limitrophes
Saint-Martin-le-Redon est limitrophe de cinq autres communes dont deux dans le département de Lot-et-Garonne.
Les communes limitrophes sont  Duravel, Montcabrier, Saint-Front-sur-Lémance, Sauveterre-la-Lémance et Soturac.
| Saint-Front-sur-Lémance (Lot-et-Garonne) | Sauveterre-la-Lémance (Lot-et-Garonne, sur 30 m) |             |
|                                          | Saint-Martin-le-Redon                            | Montcabrier |
| Soturac                                  |                                                  | Duravel     |

### Hydrographie
La commune est arrosée par la Thèze, un affluent rive droite du Lot.

### Géologie et relief
La superficie de la commune est de 1 060 hectares ; son altitude varie de 86  à   257 mètres.

### Voies de communication et transports
Accès avec la route départementale 673.

### Climat
Pour des articles plus généraux, voir Climat de l'Occitanie et Climat du Lot.
En 2010, le climat de la commune est de type climat océanique altéré, selon une étude s'appuyant sur une série de données couvrant la période 1971-2000. En 2020, Météo-France publie une typologie des climats de la France métropolitaine dans laquelle la commune est toujours exposée à un climat océanique altéré et est dans la région climatique Aquitaine, Gascogne, caractérisée par une pluviométrie abondante au printemps, modérée en automne, un faible ensoleillement au printemps, un été chaud (19,5 °C), des vents faibles, des brouillards fréquents en automne et en hiver et des orages fréquents en été (15 à 20 jours).
Pour la période 1971-2000, la température annuelle moyenne est de 13 °C, avec une amplitude thermique annuelle de 15,2 °C. Le cumul annuel moyen de précipitations est de 902 mm, avec 11,4 jours de précipitations en janvier et 6,1 jours en juillet. Pour la période 1991-2020, la température moyenne annuelle observée sur la station météorologique la plus proche, située sur la commune d'Anglars-Juillac à 13 km à vol d'oiseau, est de 13,5 °C et le cumul annuel moyen de précipitations est de 822,6 mm,. Pour l'avenir, les paramètres climatiques de la commune estimés pour 2050 selon différents scénarios d’émission de gaz à effet de serre sont consultables sur un site dédié publié par Météo-France en novembre 2022.

### Milieux naturels et biodiversité
Aucun espace naturel présentant un intérêt patrimonial n'est recensé sur la commune dans l'inventaire national du patrimoine naturel,,.

## Urbanisme

### Typologie
Au 1er janvier 2024, Saint-Martin-le-Redon est catégorisée commune rurale à habitat très dispersé, selon la nouvelle grille communale de densité à sept niveaux définie par l'Insee en 2022.
Elle est située hors unité urbaine. Par ailleurs la commune fait partie de l'aire d'attraction de Fumel, dont elle est une commune de la couronne,. Cette aire, qui regroupe 10 communes, est catégorisée dans les aires de moins de 50 000 habitants,.

### Occupation des sols
L'occupation des sols de la commune, telle qu'elle ressort de la base de données européenne d’occupation biophysique des sols Corine Land Cover (CLC), est marquée par l'importance des forêts et milieux semi-naturels (52,8 % en 2018), une proportion identique à celle de 1990 (52,8 %). La répartition détaillée en 2018 est la suivante : 
forêts (52,8 %), zones agricoles hétérogènes (42,7 %), terres arables (4,2 %), prairies (0,3 %). L'évolution de l’occupation des sols de la commune et de ses infrastructures peut être observée sur les différentes représentations cartographiques du territoire : la carte de Cassini (XVIIIe siècle), la carte d'état-major (1820-1866) et les cartes ou photos aériennes de l'IGN pour la période actuelle (1950 à aujourd'hui).

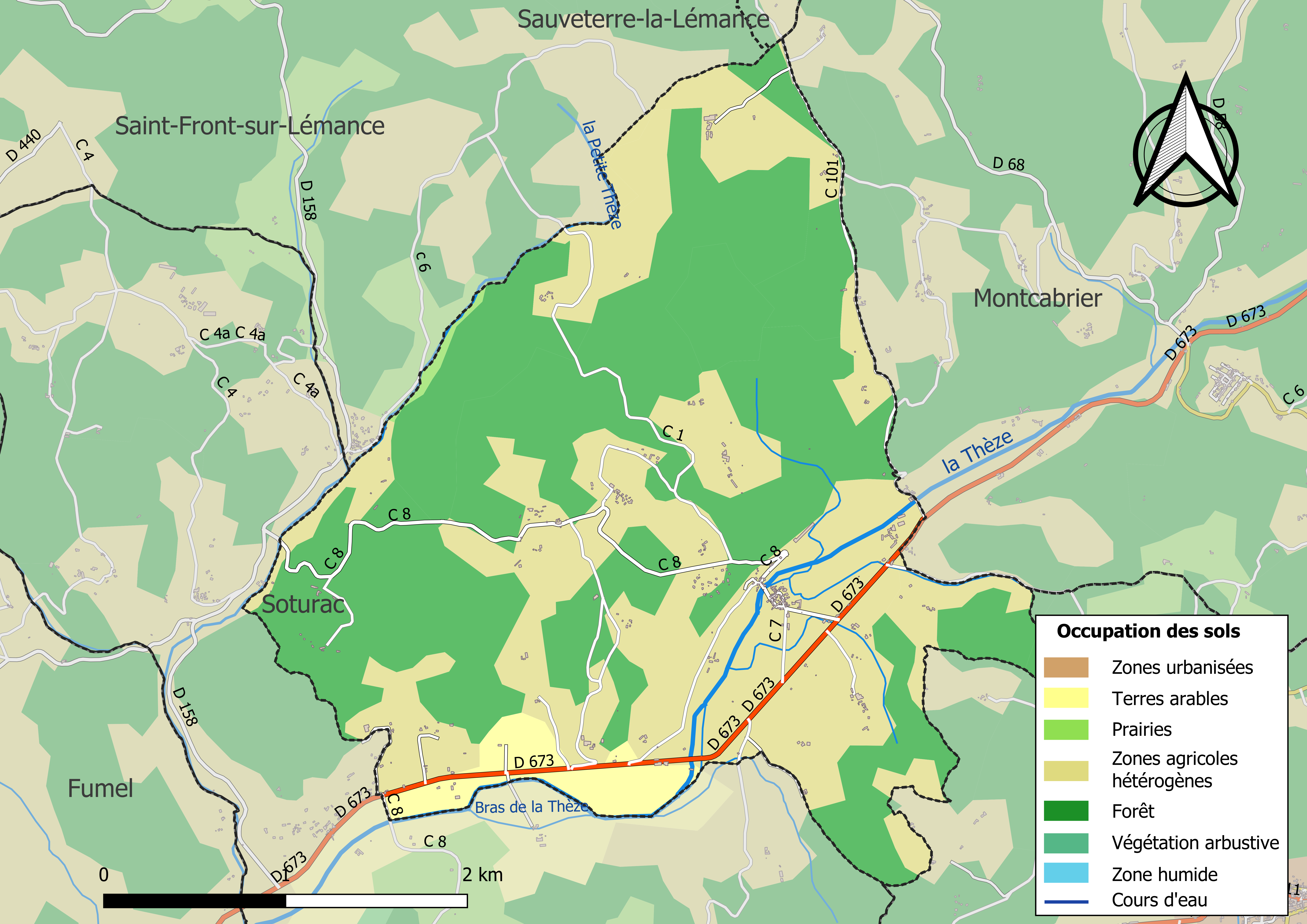
Carte des infrastructures et de l'occupation des sols de la commune en 2018 (CLC).

### Risques majeurs
Le territoire de la commune de Saint-Martin-le-Redon est vulnérable à différents aléas naturels : météorologiques (tempête, orage, neige, grand froid, canicule ou sécheresse), inondations, feux de forêts, mouvements de terrains et séisme (sismicité très faible). Un site publié par le BRGM permet d'évaluer simplement et rapidement les risques d'un bien localisé soit par son adresse soit par le numéro de sa parcelle.
Certaines parties du territoire communal sont susceptibles d’être affectées par le risque d’inondation par débordement de cours d'eau, notamment la Thèze. La cartographie des zones inondables en ex-Midi-Pyrénées réalisée dans le cadre du XIe Contrat de plan État-région, visant à informer les citoyens et les décideurs sur le risque d’inondation, est accessible sur le site de la DREAL Occitanie. La commune a été reconnue en état de catastrophe naturelle au titre des dommages causés par les inondations et coulées de boue survenues en 1982, 1992, 1993, 1999 et 2018,.
Saint-Martin-le-Redon est exposée au risque de feu de forêt. Un plan départemental de protection des forêts contre les incendies a été approuvé par arrêté préfectoral le 30 novembre 2015 pour la période 2015-2025. Les propriétaires doivent ainsi couper les broussailles, les arbustes et les branches basses sur une profondeur de 50 mètres, aux abords des constructions, chantiers, travaux et installations de toute nature, situées à moins de 200 mètres de terrains en nature
de bois, forêts, plantations, reboisements, landes ou friches. Le brûlage des déchets issus de l’entretien des parcs et jardins des ménages et des collectivités est interdit. L’écobuage est également interdit, ainsi que les feux de type méchouis et barbecues, à l’exception de ceux prévus dans des installations fixes (non situées sous couvert d'arbres) constituant une dépendance d'habitation.

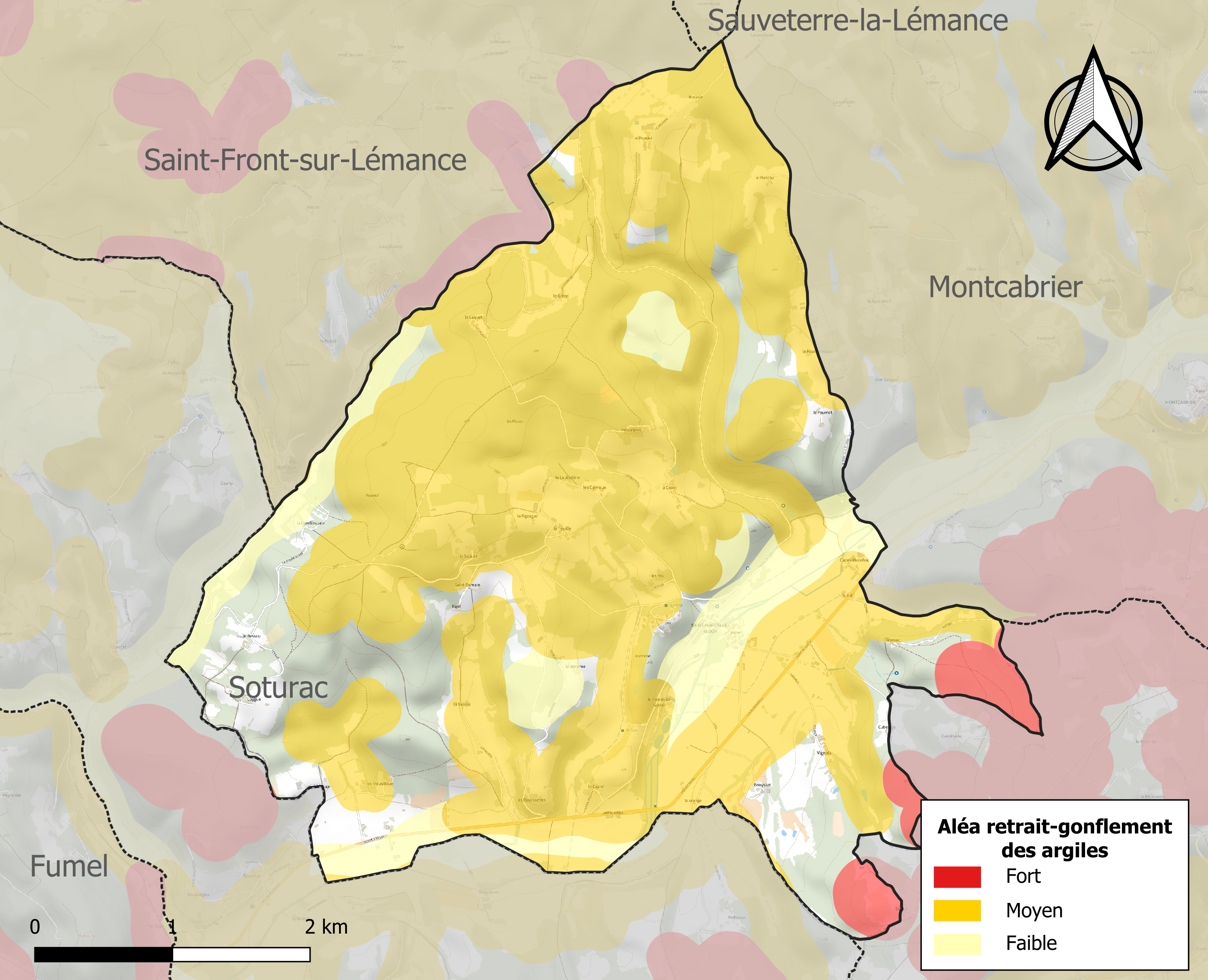
Carte des zones d'aléa retrait-gonflement des sols argileux de Saint-Martin-le-Redon.

Les mouvements de terrains susceptibles de se produire sur la commune sont des éboulements, chutes de pierres et de blocs, des glissements de terrain et des tassements différentiels.
Le retrait-gonflement des sols argileux est susceptible d'engendrer des dommages importants aux bâtiments en cas d’alternance de périodes de sécheresse et de pluie. 70,5 % de la superficie communale est en aléa moyen ou fort (67,7 % au niveau départemental et 48,5 % au niveau national). Sur les 160 bâtiments dénombrés sur la commune en 2019, 78 sont en aléa moyen ou fort, soit 49 %, à comparer aux 72 % au niveau départemental et 54 % au niveau national. Une cartographie de l'exposition du territoire national au retrait gonflement des sols argileux est disponible sur le site du BRGM,.
Par ailleurs, afin de mieux appréhender le risque d’affaissement de terrain, l'inventaire national des cavités souterraines permet de localiser celles situées sur la commune.
Concernant les mouvements de terrains, la commune a été reconnue en état de catastrophe naturelle au titre des dommages causés par la sécheresse en 1989 et 2017, par des mouvements de terrain en 1999 et par des glissements de terrain en 1993.

## Toponymie
Le toponyme Saint-Martin-le-Redon, en occitan Sent Martì, est basé sur l'hagiotoponyme chrétien Martinius qui était un évêque de Tours. Le redon, en occitan lo redond est issu du latin rotundus.

## Histoire
La vallée de la Thèze dans laquelle se niche en rond (redond en occitan) la commune de Saint-Martin-le-Redon, semble avoir été occupée depuis les époques les plus reculées. Les fouilles archéologiques mettent au jour des vestiges des périodes du Paléolithique, du Néolithique et plus récemment, de l'âge du bronze. Une nature qui offre toutes les commodités — terres riches dans la vallée, bois giboyeux sur les coteaux, sources abondantes aux vertus très tôt reconnues (la source Saint Martial est aujourd'hui inexploitée malgré ses remarquables vertus dermatologiques) — tout ceci explique cette occupation aux époques préhistorique et protohistorique. Cette occupation s'est naturellement poursuivie à l'époque gallo-romaine comme en témoigne la voie romaine qui traverse le village et qui relie Saint-Martin à Duravel.
Cette voie romaine devient au Moyen Âge le chemin des Auvergnats et n'est plus aujourd'hui qu'un sentier de randonnée. Du Moyen Âge subsistent l'église romane dont le clocher-tour a été surélevé à une époque postérieure, les tours du château de Guiral à Cazes-Marnhac, la tour gothique de Mescalpres dans les bois et les parties anciennes de certaines maisons du bourg dont l'aspect général est des XVIIe et XVIIIe siècles. Enfin, c'est de Saint-Martin qui s'étend jusqu'à son pied, que l'on peut le mieux contempler la puissante silhouette du château de Bonaguil, plus bel exemple de l'architecture militaire médiévale.

[Source : Office de Tourisme de Duravel et des Deux Vallées]

## Politique et administration

### Administration municipale
Le nombre d'habitants au recensement de 2011 étant compris entre 100 et 499, le nombre de membres du conseil municipal pour l'élection de 2014 est de onze,.

### Rattachements administratifs et électoraux
Commune faisant partie de l'arrondissement de Cahors de la communauté de communes de la Vallée du Lot et du Vignoble et du canton de Puy-l'Évêque.

### Liste des maires
| Période                                  | Période  | Identité            | Étiquette | Qualité |
| ---------------------------------------- | -------- | ------------------- | --------- | ------- |
| mars 1977                                | 1989     | Bruno Brouttier     | PS        |         |
| mars 1989                                | 1995     | Olivier de Briançon | RPR       |         |
| mars 1995                                | 2020     | Roger Lassaque      | DVD       |         |
| mars 2020                                | En cours | Kathe Capmas        |           |         |
| Les données manquantes sont à compléter. |          |                     |           |         |

## Population et société

### Démographie
L'évolution du nombre d'habitants est connue à travers les recensements de la population effectués dans la commune depuis 1793. Pour les communes de moins de 10 000 habitants, une enquête de recensement portant sur toute la population est réalisée tous les cinq ans, les populations de référence des années intermédiaires étant quant à elles estimées par interpolation ou extrapolation. Pour la commune, le premier recensement exhaustif entrant dans le cadre du nouveau dispositif a été réalisé en 2005.

En 2022, la commune comptait 194 habitants, en évolution de −7,18 % par rapport à 2016 (Lot : +1,31 %, France hors Mayotte : +2,11 %).
| 1793 | 1896 | 1901 | 1906 | 1911 | 1921 | 1926 | 1931 | 1936 |
| ---- | ---- | ---- | ---- | ---- | ---- | ---- | ---- | ---- |
| 960  | 420  | 367  | 347  | 303  | 262  | 256  | 231  | 210  |

| 1946 | 1954 | 1962 | 1968 | 1975 | 1982 | 1990 | 1999 | 2005 |
| ---- | ---- | ---- | ---- | ---- | ---- | ---- | ---- | ---- |
| 218  | 218  | 234  | 202  | 221  | 249  | 208  | 196  | 215  |

| 2006 | 2010 | 2015 | 2020 | 2022 | - | - | - | - |
| ---- | ---- | ---- | ---- | ---- | - | - | - | - |
| 214  | 209  | 211  | 201  | 194  | - | - | - | - |

| selon la population municipale des années : | 1968 | 1975 | 1982 | 1990 | 1999 | 2006 | 2009 | 2013 |
| Rang de la commune dans le département      | 197  | 249  | 148  | 180  | 215  | 198  | 206  | 212  |
| Nombre de communes du département           | 340  | 340  | 340  | 340  | 340  | 340  | 340  | 340  |

### Enseignement
Saint-Martin-le-Redon fait partie de l'académie de Toulouse.

### Culture et festivités
Comité des fêtes.

### Activités sportives
Chasse, pétanque, randonnée pédestre, basket-ball.

### Écologie et recyclage
La collecte et le traitement des déchets des ménages et des déchets assimilés ainsi que la protection et la mise en valeur de l'environnement se font dans le cadre du SYDED.

## Économie

### Revenus
En 2018, la commune compte 79 ménages fiscaux, regroupant 163 personnes. La médiane du revenu disponible par unité de consommation est de 20 860 € (20 740 € dans le département).

### Emploi
|                | 2008   | 2013   | 2018   |
| -------------- | ------ | ------ | ------ |
| Commune        | 13,9 % | 16,2 % | 15,8 % |
| Département    | 7,3 %  | 8,9 %  | 9,6 %  |
| France entière | 8,3 %  | 10 %   | 10 %   |

En 2018, la population âgée de 15 à 64 ans s'élève à 112 personnes, parmi lesquelles on compte 67,6 % d'actifs (51,9 % ayant un emploi et 15,8 % de chômeurs) et 32,4 % d'inactifs,. Depuis 2008, le taux de chômage communal (au sens du recensement) des 15-64 ans est supérieur à celui de la France et du département.
La commune fait partie de la couronne de l'aire d'attraction de Fumel, du fait qu'au moins 15 % des actifs travaillent dans le pôle,. Elle compte 21 emplois en 2018, contre 26 en 2013 et 30 en 2008. Le nombre d'actifs ayant un emploi résidant dans la commune est de 61, soit un indicateur de concentration d'emploi de 34,1 % et un taux d'activité parmi les 15 ans ou plus de 42,2 %.
Sur ces 61 actifs de 15 ans ou plus ayant un emploi, 14 travaillent dans la commune, soit 24 % des habitants. Pour se rendre au travail, 81,4 % des habitants utilisent un véhicule personnel ou de fonction à quatre roues, 5,1 % s'y rendent en deux-roues, à vélo ou à pied et 13,5 % n'ont pas besoin de transport (travail au domicile).

### Activités hors agriculture
14 établissements sont implantés  à Saint-Martin-le-Redon au 31 décembre 2019.
Le secteur du commerce de gros et de détail, des transports, de l'hébergement et de la restauration est prépondérant sur la commune puisqu'il représente 42,9 % du nombre total d'établissements de la commune (6 sur les 14 entreprises implantées  à Saint-Martin-le-Redon), contre 29,9 % au niveau départemental.
Anciennement une source d'eau minérale y fut exploitée (source Saint Martial).

### Agriculture
|               | 1988 | 2000 | 2010 | 2020 |
| ------------- | ---- | ---- | ---- | ---- |
| Exploitations | 24   | 17   | 12   | 8    |
| SAU (ha)      | 340  | 414  | 366  | 272  |

La commune est dans la « Bouriane », une petite région agricole occupant une partie de l'ouest du territoire du département du Lot. En 2020, l'orientation technico-économique de l'agriculture  sur la commune est la polyculture et/ou le polyélevage. Huit exploitations agricoles ayant leur siège dans la commune sont dénombrées lors du recensement agricole de 2020 (24 en 1988). La superficie agricole utilisée est de 272 ha,,.

## Culture locale et patrimoine

### Lieux et monuments
- L'église Saint-Martin de Saint-Martin-le-Redon face à la mairie. L'édifice est référencé dans la base Mérimée et à l'Inventaire général de la région Occitanie[36].
- La tour médiévale de Mescalprès.
- Les Gariottes.
- Sentier de grande randonnée GR 36.

## Pour approfondir